# AIDAsol
AIDAsol — пятое круизное судно класса «Sphinx» (проектное обозначение: SPHINX V) находящееся в собственности компании Societa di Crociere Mercurio S.r.l. и эксплуатируемое оператором AIDA Cruises было построено в 2011 г. в Германии в Папенбурге на верфях Meyer Werft GmbH. Судами-близнецами являются суда класса «Sphinx»   AIDAbella, AIDAdiva, AIDAluna, AIDAblu и AIDAmar (2012).

## История судна
Закладка киля под заводским номером 689 состоялась 20 октября 2008 г. 27 февраля 2011 г. судно покинуло док и пришвартовалось к достроечной стенке. Заключительный перегон судна по Эмсу из Папенбурга в Эмден состоялся 11 марта 2011 г. Впервые для судов AIDA Cruises церемония крещения состоялась в Киле. А крёстную мать выбирали по Интернету среди любителей развлечений на борту судов компании на страницах Facebook. В заключительном раунде победительницей оказалась Бетина Цвиклер (Bettina Zwickler) 

## На борту
На оснащённом по классу Sphinx судне имеется 1097 кают, из которых 728 внешние. Как и судно-близнец AIDAblu имеет собственную микро-пивоварню на борту.

## Гонка гигантов

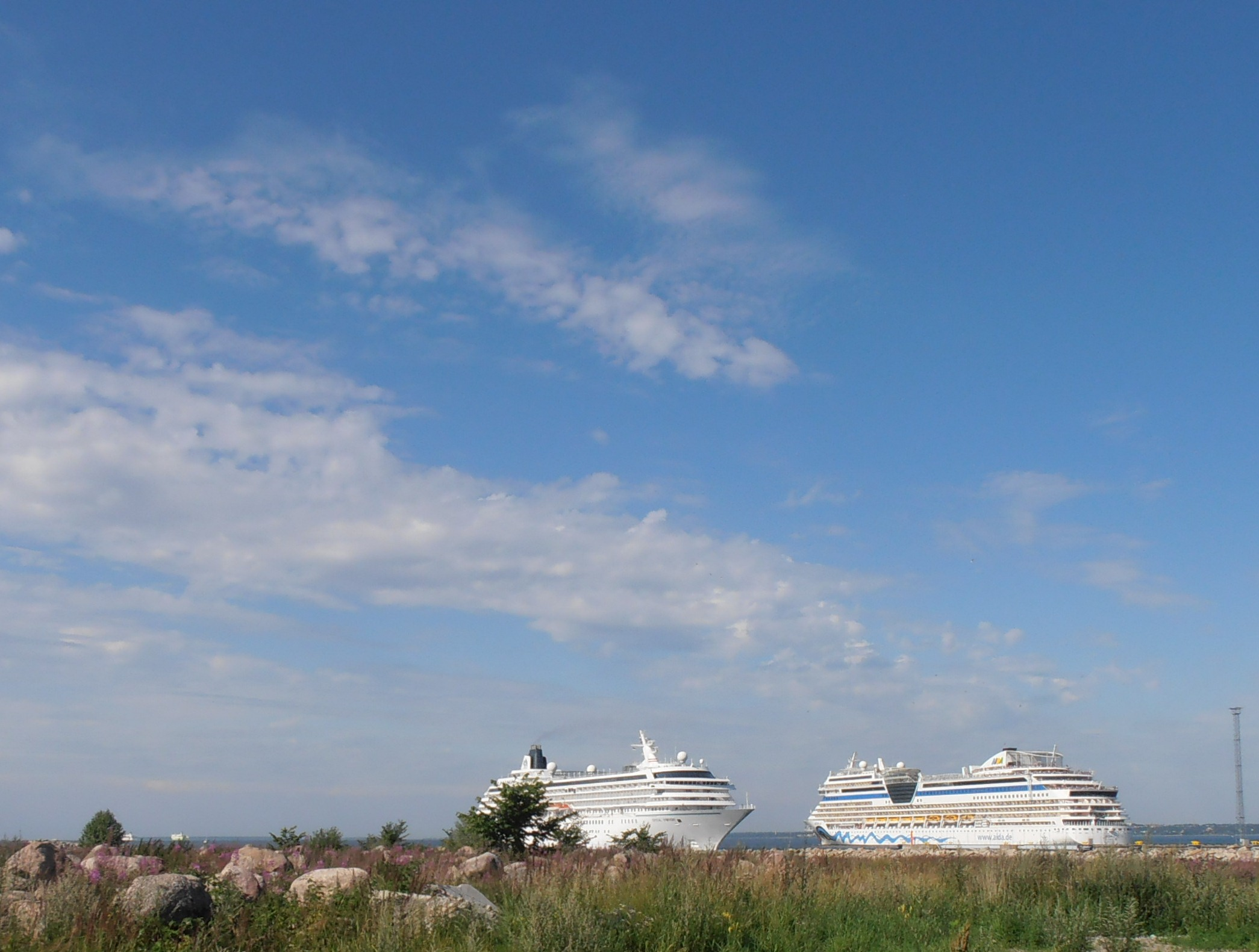
Обоюдный фальстарт минут за десять (отправление по расписанию в 17:00)
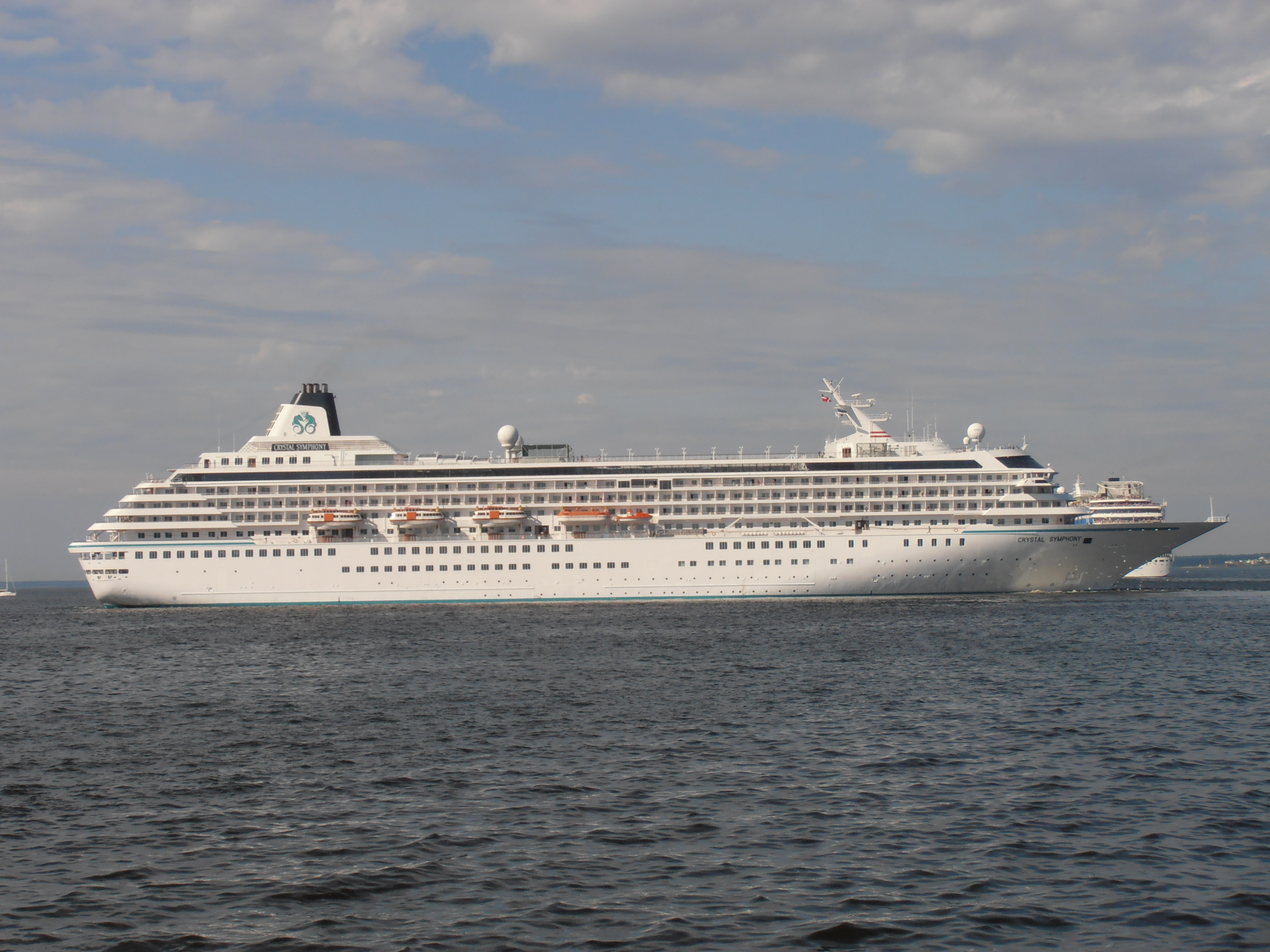
AIDAsol был пришвартован кормой, Crystal Symphony поворачивается
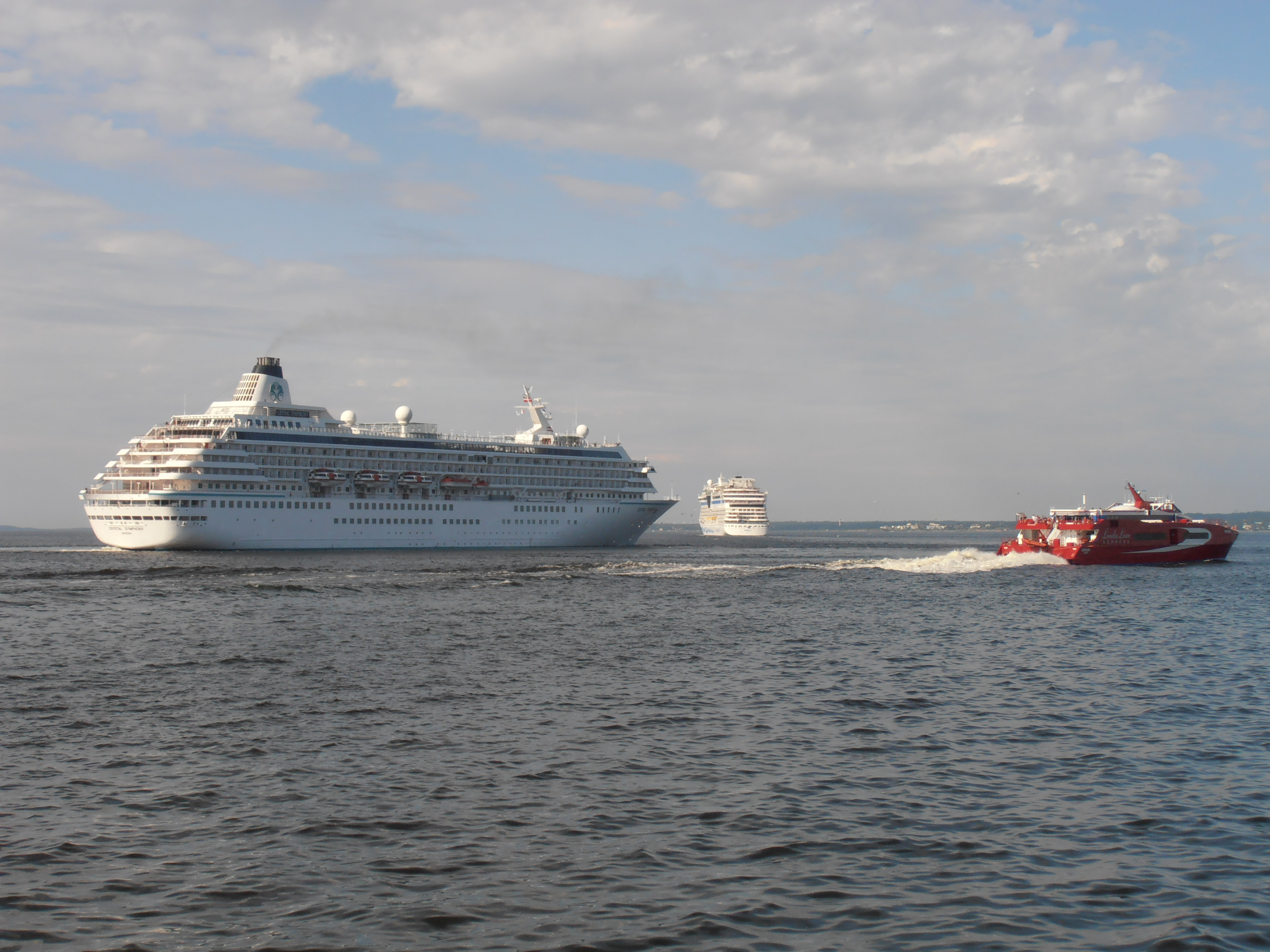
Merilin совершает обгон справа
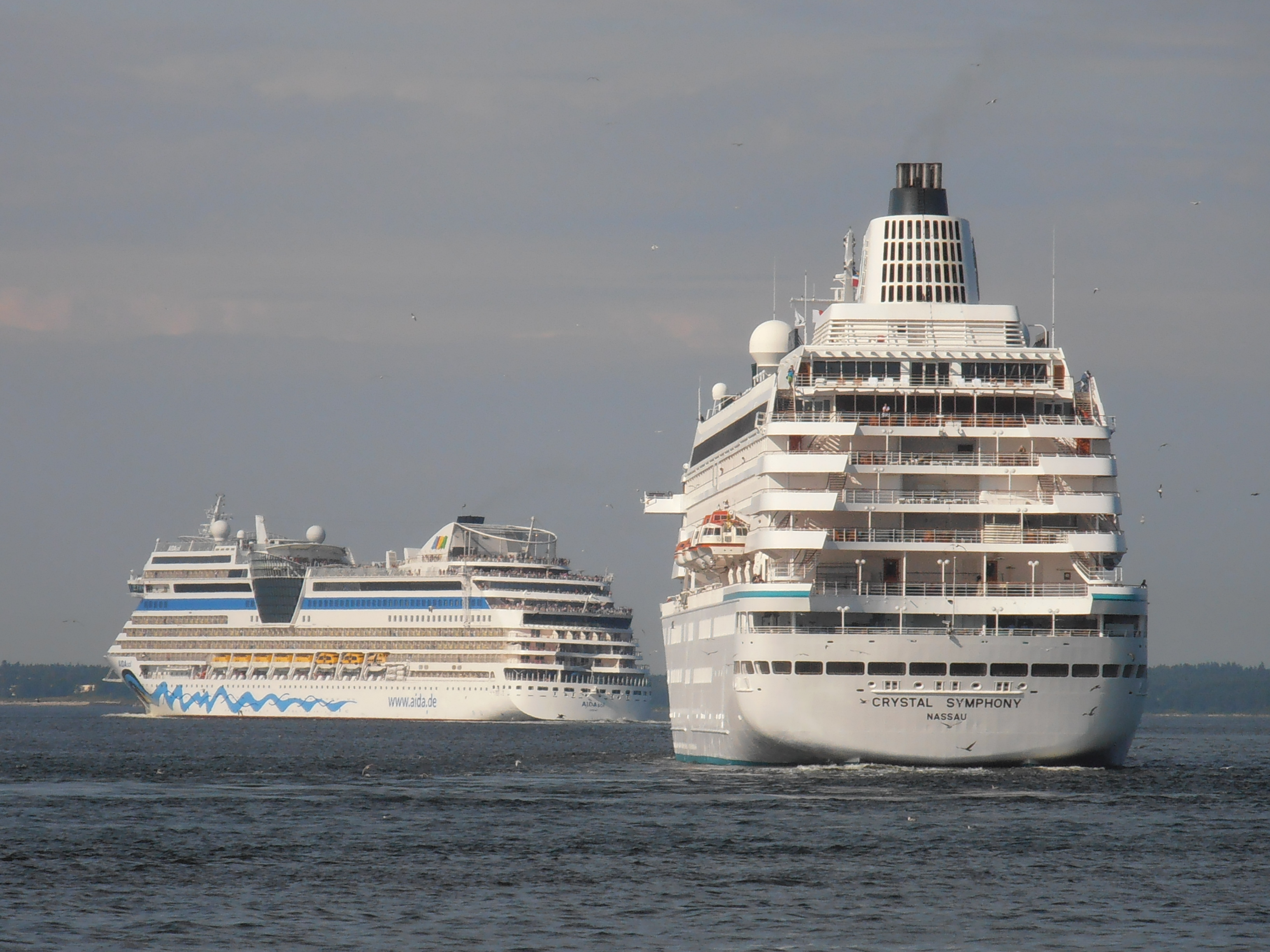
AIDAsol уходит в отрыв

Оба судна одновременно стартовали от причала № 24/25 примерно в 16:50. По состоянию на 22:33 часа 26 июля 2012 года Crystal Symphony опережал AIDAsol на пару миль на подходе к острову Гогланд. Однако обходя остров Гогланд с юга, вперёд снова вырвалось круизное судно AIDAsol.

## Примечание
1. 1 2  Germanischer Lloyd AG по номеру IMO 9490040 Архивировано 14 марта 2011 года. проверено 26 сентября 2011 г.
2. ↑  Fakta om fartyg (швед.). Архивировано из оригинала 30 июля 2012 года.
3. ↑  Bettina Zwickler auf 2. Fanreise zur Taufpatin gewählt. Архивировано 3 ноября 2013 года.  (нем.)